# Tajna Stounhendža
Tajna Stounehenga je 16. epizoda strip edicije Marti Misterija. U SR Srbiji, tada u sastavu SFRJ, ova epizoda je objavljena prvi put u oktobru 1984. godine kao vanredno izdanje Lunov magnus stripa #16. u izdanju Dnevnika iz Novog Sada. Cena sveske bila je 80 dinara (1,4 DEM; 0,45 $).

## Originalna epizoda
Ova epizoda je premijerno objavljena 1. juna 1983. u Italiji pod nazivom Il misterio di Stounehenge za izdavačku kuću Boneli (Italija). Cena je bila 800 lira ($0,56; 1,39 DEM). Epizodu je nacrtao Đankarlo Alesandrini, scenario je napisao Alfredo Kasteli. Naslovnu stranu nacrtao je Đankarlo Alesandrini.

## Reprize ove epizode
U Srbiji je ova epizoda reprizirana u knjizi #3 kolekcionarske edicije Biblioteka Marti Mistrija koju je objavio Veseli četvrtak, 18.5.2017. U Italiji je epizoda prvi put reprizirana u 1. avgusta 1990. godine u okviru edicije Tutto Martyn Mystere, dok je u Hrvatskoj prvi put reprizirana kao #10. u izdanju Libelusa 2007. pod nazivom Mač kralja Arthura. 

## Prethodna i naredna sveska vanrednog izdanja LMS
Prethodna sveska nosila je naziv Mač kralja Artura (#15), a naredna Sablasni grad (#17).